# Rivière du Brûlé (rivière Croche)
Pour les articles homonymes, voir Rivière Brûlée et Brûlé.
La rivière Brulée ou rivière du Brûlé est un affluent de la rive est de la rivière Croche, coulant généralement vers le sud-ouest, au Québec, au Canada. Le cours de la rivière traverse :
- le territoire non organisé de Lac-Ashuapmushuan, dans la municipalité régionale de comté (MRC) Le Domaine-du-Roy, dans la région administrative de Saguenay–Lac-Saint-Jean ;
- la ville de La Tuque, en Mauricie.

Ce cours d'eau fait partie du bassin versant de la rivière Saint-Maurice laquelle se déverse sur la rive nord du fleuve Saint-Laurent dans la ville de Trois-Rivières. L’activité économique du bassin versant de la Rivière du Brûlé est la foresterie. Le cours de la rivière coule entièrement en zones forestières.

## Géographie
La rivière du Brûlé prend sa source à l’embouchure du lac du Brûlé (longueur : 2,9 km ; altitude : 408 m) dans le canton de Chabanel. Ce lac a la forme de la lettre L majuscule. La partie supérieure de la rivière coule entre la rivière Croche (située au nord-ouest) et la rivière Ouiatchouaniche (située à l’Est).
À partir de sa source, la rivière du Brûlé coule sur 50,1 km, selon les segments suivants :
- 3,6 km vers le nord-est, dans le canton de Chabanel, en passant entre deux montagnes, jusqu’à la décharge du lac Mende (venant du nord) ;
- 6,3 km vers le sud-est en contournant par le nord une grande zone de marais et en serpentant jusqu’à la décharge du lac des Trois Sœurs (venant de l'ouest) ;
- 6,5 km vers le sud-est, puis vers le sud-ouest, jusqu’à la limite du canton de Bécart ;
- 1,3 km vers le sud-ouest dans le canton de Bécart, jusqu’à la décharge du lac Chariot (venant du sud) ;
- 8,1 km vers le sud-ouest, jusqu’au ruisseau au Foin (décharge du lac Dansereau) (venant de l'ouest) ;
- 4,7 km vers le sud-ouest, jusqu’à la décharge du lac Baptiste (venant du sud-est) ;
- 15,5 km vers le sud-ouest, en recueillant les eaux du ruisseau Dansereau, jusqu’à la limite du canton de Michaux ;
- 4,1 km vers le sud-ouest dans une vallée étroite, jusqu'à la confluence de la rivière[2].

La « rivière du Brûlé » se déverse sur la rive est de la rivière Croche dans le canton de Michaux. Cette confluence est située à :
- 24,9 km au sud-est du réservoir Blanc ;
- 62,5 km au nord du centre-ville de La Tuque.

## Toponymie
Le toponyme rivière du Brûlé a été officialisé le 5 décembre 1968 à la Commission de toponymie du Québec.